# Judge Roy Scream
Judge Roy Scream in Six Flags Over Texas (Arlington, Texas, Vereinigte Staaten) ist eine Holzachterbahn der Konstrukteure Don Rosser und William Cobb, die am 1. März 1980 als erste Holzachterbahn des Parks eröffnet wurde.
Die 813,8 m lange Strecke erreicht eine Höhe von 21,6 m und verfügt über eine 19,8 m hohe erste Abfahrt.
Um zur Bahn zu gelangen, muss man durch einen Tunnel unter der Zufahrtsstraße des Parks gehen.
2006 wurde auf Judge Roy Scream ein 48-Stunden-Marathon abgehalten, bei dem 24 Teilnehmer anwesend waren.

## Züge
Judge Roy Scream besitzt Züge mit jeweils vier Wagen. In jedem Wagen können sechs Personen (drei Reihen à zwei Personen) Platz nehmen.